# Jerzy Brzęczek
Jerzy Józef Brzęczek (18 de marzo de 1971, Truskolasy, Polonia) es un exfutbolista y entrenador polaco.

## Carrera futbolística

### Club
Durante su carrera, Brzęczek jugó para Raków Częstochowa, Olimpia Poznań, Lech Poznań, Górnik Zabrze, GKS Katowice, Tirol Innsbruck (más tarde Wacker Tirol), LASK Linz , Maccabi Haifa , Sturm Graz , FC Kärnten y Polonia Bytom en 2009 a los 38 años.
Brzęczek ganó medallas de campeonato tanto en Polonia (con Lech Poznań en 1993) como en Austria (con Tirol Innsbruck en 2001 y 2002).

### Selección nacional
Con 42 partidos internacionales en su haber, Brzęczek también representó al equipo nacional en los Juegos Olímpicos de Verano de 1992. Se convirtió en entrenador de Polonia en 2018. Como entrenador, el equipo no tuvo una actuación impresionante en la UEFA Nations League A 2018-19, y el equipo descendió con dos derrotas y dos empates. La clasificación de Polonia para la Eurocopa 2020 ha sido bastante más impresionante, ya que el equipo ha logrado ganar cuatro partidos iniciales sin encajar un gol. Sin embargo, como el equipo consiguió una derrota humillante ante Eslovenia y un empate en casa ante Austria, se enfrentó a una gran presión para exigirle que renunciara. A pesar de esto, logró que Polonia volviera a la pista con dos victorias finales sobre Letonia y Macedonia del Norte, y finalmente se clasificó para la UEFA Euro 2020.El 18 de enero de 2021, pese a su promoción a la Eurocopa, fue revocado de su cargo de seleccionador.
El 14 de febrero de 2022 se convirtió en entrenador del Wisła Cracovia. En su primera temporada, el Wisla descendió de la Ekstraklasa. El 1 de junio de 2022, se anunció que el club había prorrogado su contrato con el entrenador hasta finales de junio de 2023, con opción a una prórroga de 12 meses en caso de ascenso a la máxima categoría. El 3 de octubre de 2022 cesó como entrenador del Wisła Cracovia.

## Vida personal
El sobrino de Brzęczek es el futbolista Jakub Błaszczykowski, que ha representado sobre todo al Wisła Kraków, al Borussia Dortmund y al VFL Wolfsburg. La hermana de Brzęczek era la madre de Jakub Błaszczykowski, quien fue asesinada por su marido que provocó la separación familiar.